# Stromae
Paul Van Haver (født 12. marts 1985), kendt under kunstnernavnet Stromae (/stʁɔmaj/), er en belgisk musiker, sanger, rapper og sangskriver.
Stromae fik stor offentlig opmærksomhed i 2009 med sin sang "Alors on danse", som blev nummer et i adskillige europæiske lande. I 2013 udkom hans andet album Racine carrée, som blev en stor kommerciel succes med 2 millioner solgte kopier i Frankrig alene og næsten 600.000 solgte kopier i andre lande.

## Opvækst og tidlig karriere
Stromae blev født i Laeken i Bruxelles af en flamsk mor og en rwandisk far. Hans far, en succesfuld arkitekt, blev dræbt under folkedrabet i Rwanda i 1994. Hans mor opdragede ham og hans fire søskende i Bruxelles og senere i en nærliggende forstad. Hun opfordrede hvert barn til at dyrke en sport og spille et instrument. Stromae valgte slagtøj.
Hans mor placerede ham i en romersk-katolsk jesuitisk skole, efter han dumpede i den offentlige skole, som 16-årig.
Han dannede en lille rapgruppe med sine venner, mens han stadig gik i skole. Den belgiske singer-songwriter Jacques Brel, musik- og dansegenren cuban son og musikgenren congolese rumba havde stor indflydelse på Stromae.
Stromae har ikke følt en ubetinget tilknytning til Belgien, selvom han er født og opvokset i landet. Han har gennemgående følt sig mere forbundet til sine rwandiske rødder, som har været en stor inspirationskilde hos ham.

## Musikkarriere

### 2000–2007: Den tidlige del af karrieren
I år 2000 optrådte Stromae som en rapper under navnet Opsmaestro. Dog skiftede han senere sit kunstnernavn til Stromae, som betyder "maestro" med stavelserne vendt om efter den franske argot, verlan. Som 18-årig dannede han en rapgruppe med navnet Suspicion sammen med rapperen J.E.D.I. i byen Eichof. De producerede sammen sangen og musikvideoen "Faut que t’arrête le rap…", før J.E.D.I. valgte at forlade duoen.
For at finansiere sin private skoleundervisning arbejde Stromae på deltid i hospitalsbranchen, men hans boglige evner var ikke gode nok. Det var først senere, da Stromae kom ind på Institut national de radioélectricité et cinématographie, at han udgav sit første album Juste un cerveau, un flow, un fond et un mic….

### 2007–2008: Debut-EP'en og den første pladekontrakt
I 2007 under sine studier på filmskolen i Bruxelles valgte Stromae udelukkende at fokusere på sin musikkarriere. Dette resulterende i hans debut-EP Juste un cerveau, un flow, un fond et un mic…. I 2008 underskrev Stromae en fireårig pladekontrakt med Because Music og Kilomaître.

### 2009–2012: Gennembrud og international succes
I 2008 arbejdede Stromae som praktikant på radiokanalen NRJ Bruxelles. Vincent Verbelen, musikleder for kanalen, var imponeret over Stromaes første single "Alors on danse" og valgte at spille den for første gang på NRJ. Lytterne, inklusive mange kendte personer fra Anna Wintour og Jean-Claude Van Damme til den daværende franske præsident Nicolas Sarkozy, elskede den, og Stromae fik hurtigt stor opmærksomhed rundt om i verden. Efter kun et par uger nåede singlen førstepladsen som den mest solgte sang i Belgien. Vertigo Records, en afdeling af Mercury Records, skrev efter denne bedrift kontrakt med Stromae om at udgive singlen globalt.
"Alors on danse" var i maj 2010 nummer et på singlehitlisterne i Belgien, Frankrig, Sverige, Grækenland, Tyskland, Østrig, Tyrkiet, Schweiz, Italien, Danmark, Rumænien og Tjekkiet. Fire måneder efter begyndte Stromae et samarbejde med Kanye West om en remix af hittet, og i november 2010 blev Stromae nomineret til "Best Dutch and Belgian Act" ved MTV Europe Music Awards.
Stromae sagde i et interview: "I was in a little group doing rap music. I thought that rather than copying the French sound, I'd focus on a more American style but give it a European spin. And then I rediscovered 90s Eurodance. For a long time we were ashamed of that sound but in fact there's a lot to discover. It has its roots in everything from house to salsa. I also really admire Jacques Brel – he has been a huge influence on me – but also all sorts of other stuff, Cuban Son, and the Congolese Rumba, that I heard as a child; that music rocked the whole of Africa."
"(Jeg var i en lille gruppe, som lavede rapmusik. Jeg tænkte at i stedet for at kopiere den franske musik, ville jeg fokusere mere på den amerikanske stil, men dog give det et europæisk twist. Det var her, jeg opdagede 90’ernes Eurodance. I lang tid var vi flove over musikken, men der var faktisk en del at opdage. Det har rødder i alt fra house til salsa. Jeg beundrer også virkelig Jacques Brel – han har haft stor indflydelse på mig – men også mange andre ting, som cuban son og congolese Rumba, som jeg hørte da jeg var barn; den musik styrede for vildt i Afrika.)"
Stromae insisterede på, at han ville samarbejde med rapgruppen Swag+5 med blandt andet rapperen T-Jay. Det endte med, at samarbejdet ikke blev en realitet, men Stromae er en stor fan af gruppen.
Den kritiske anmelder, Molly Woodcraft, fra den britiske avis The Guardian udtalte i et interview: "He combines 90's electro synths and beats with a laidback delivery to mesmeric effect".
Stromae er en af de ti vindere af prisen "European Border Breakers Award 2011". 9. februar 2011 vandt hans debutalbum Cheese prisen for "Best Dance Album" ved Victoires de la musique. 23. maj 2011 under optagelserne til det franske tv-show Taratata lavede Stromae en blanding af sangen "Alors on danse" og "Dont Stop the Party", en sang lavet af The Black Eyed Peas. Stromae annoncerede også, at han ville optræde som opvarmning for The Black Eyed Peas ved en af deres to koncerter i Paris 24. og 25. juni 2011.
Stromae havde tidligere mødt will.i.am ved NRJ Music Awards i januar. Will.i.am fortalte ham, at han godt kunne lide "Alors on danse", og han fortalte samtidig, at han gerne ville samarbejde med Stromae.
I 2011 blev Stromae nomineret for "Best Belgian Act" ved MTV Europe Music Awards.

### 2013–nu:Racine carrée(√)
Den første single, "Papaoutai", fra Stromaes andet album Racine carrée (på dansk: "kvadratrod") blev udgivet digitalt den 13. maj 2013. Singlen endte på førstepladsen i Belgien og Frankrig, andenpladsen i Holland og syvendepladsen i Tyskland og Schweiz.
22. maj 2013 gik en video, der viste en fuld mand (Stromae), som vandrede rundt på Loiza-stationen i Bruxelles, viralt på YouTube. Et par dage senere blev det offentliggjort, at videoen var en musikvideo, og dette blev bekræftet af Stromae, da han besøgte tv-showet Ce soir ou jamais. Her fortalte og diskuterede han musikvideoen, som var lavet til sangen "Formidable", der handler om en fuld mand, der er blevet forladt af sin kæreste. Musikvideoen var lavet af optagelser med skjulte kameraer og viser bl.a. folk, der tager billeder af ham, folk der er irriterede over hans berusede adfærd, folk der hjælper ham, og også tre politimænd, der spørger, om han er okay, og om han har brug for hjælp.
26. juli 2013 meddelte Stromae, at hans andet album, Racine carrée, også kendt som √), var færdigt og ville blive udgivet 16. august samme år.
25. august 2013 medvirkede Stromae i Major Lazers koncert ved den franske festival Rock en Seine, hvor han optrådte med "Papaoutai".
I september 2013 lavede det belgiske rockband Mintzkov en coverversion af Stromaes sang "Formidable" ved en livesession på Studio Brussel. Det specielle ved coverudgaven var, at sangen nu havde engelsk tekst og derfor hed "Wonderful".
I november 2013 modtog Stromae prisen for "Best Belgian Act" ved MTV Europe Music Awards, og 17. marts 2014 blev det offentliggjort, at Stromaes sang "Ta fête" ville være den officielle sang for det belgiske fodboldlandshold ved VM i 2014.
I juni 2014 fik Stromae på baggrund af sit seneste album debut på amerikansk tv i showet Late Night with Seth Meyers, som blev sendt på NBC. Stromae tog derefter på turné over hele USA og optrådte blandt andet på Best Buy Theater i New York City.
21. oktober 2014 blev det afsløret, at den newzealandske sanger Lorde havde indbudt Stromae til at arbejde på soundtracket til The Hunger Games: Mockingjay – Part 1 sammen med kunstnere som Kanye West, Grace Jones, Diplo og The Chemical Brothers. Han bidrog til sangen "Meltdown", hvor kunstnere som Pusha T, Q-Tip, Haim og Lorde også medvirkede.
I marts 2015 udgav Stromae en musikvideo for sangen "Carmen". Musikvideoen er instrueret af Sylvian Cromet og skulle advare folk mod at blive afhængig af sociale medier som f.eks. Twitter.
Stromae fortsatte sin turné rundt i USA og optrådte i marts 2015 adskillige steder, bl.a. på festivalen South by Southwest (SXSW) i Texas. Han var også med ved Coachella Valley Musik and Arts Festival. Han begyndte derefter, den 13. maj, at turnere i Afrika, men blev i midten af juni tvunget til at aflyse resten af sine show på grund af helbredsproblemer.
14. september 2015 udkom Stromaes nye single "Quand c'est", en sang omhandlende kræft.
I slutningen af 2015 nåede Stromaes andet album et salg på to millioner kopier i Frankrig, hvilket ikke var sket for en udgivelse i Frankrig i over 20 år.

## Stromaes tøjkollektion
Stromae er kendt for sin meget karakteristiske fysik og tøjstil.[kilde mangler] Han har brugt sit image til at lave sin egen tøjkollektion sammen med sin kone, stylisten Coralie Barbier, under navnet Mosaert, som er et anagram af Stromae. Kollektionen indeholder klare farver og geometriske mønstre og er blevet beskrevet som hipster og retro.[kilde mangler] Stromae har selv udtalt, at han ville "create a bridge between British style and African aesthetic" ("forbinde britisk stil med afrikansk æstetik"). Hans første kollektion var en succes og blev udsolgt efter allerede tre dage. Hans anden kollektion, "Capsule No. 2", blev udgivet i butikken Colette i Paris den 3. december 2014. Kollektionen passer til hans andet album og indeholder derfor kvadratrødder i flere forskellige farver.

## Privatliv
12. december 2015 blev Stromae gift med Coralie Barbier af den velkendte katolske præst Guy Gilbert ved en privat ceremoni i Mechelen.

## Nomineringer og priser
| År   | Organisation                                        | Nominering                                           | Vundet?                                       |
| 2009 | NRJ Music Awards                                    | Belgian Francophone Musical Breakthrough of the year | Nej                                           |
| 2010 | Music Industry Awards                               | Musical Breakthrough of the Year                     | Nej                                           |
| 2010 | Music Industry Awards                               | Hit of the Year                                      | Ja, med sangen "Alors on danse"               |
| 2011 | Ultratop Download Award                             | Most Downloaded Artist in 2010 in Belgium            | Nej                                           |
| 2011 | Octaves de la musique                               | Årets kunstner                                       | Nej                                           |
| 2011 | Octaves de la Musique                               | Årets show                                           | Nej                                           |
| 2011 | Victories de la Musique                             | Årets elektroniske eller danse-album                 | Ja, med albummet Cheese                       |
| 2012 | ADISQ                                               | Most Succesful Francophone Artist in Quebec          | Nej                                           |
| 2013 | Festival International du Film Francophone de Namur | Bedste musikvideo                                    | Ja, med sangen "Papaoutai"                    |
| 2013 | MTV Europe Music Awards                             | Best Belgian Artist                                  | Nej                                           |
| 2013 | NRJ Music Awards                                    | Best French-Speaking Male Artist                     | Nej                                           |
| 2013 | Red Bull Elektropedia Awards                        | Artist of the Year                                   | Nej                                           |
| 2013 | SACEM                                               | Rolf Marbot Prize for Song og the Year               | Ja, med sangen "Formidable"                   |
| 2013 | NRJ Music Awards                                    | Best French-Language Song                            | Ja, med sangen "Formidable"                   |
| 2014 | Victories de la Music                               | Song/Variety Album of the Year                       | Ja, med albummet Racine carrée                |
| 2014 | Octaves de la Musique                               | Bedste album med franske sange                       | Ja, med albummet Racine carrée                |
| 2014 | Victories de la Musique                             | Årets mandlige kunstner                              | Nej                                           |
| 2014 | Globes de Cristal Awards                            | Bedste mandlige sanger                               | Nej                                           |
| 2014 | Octaves de la Musique                               | Årets kunstner                                       | Nej                                           |
| 2014 | Octaves de la Musique                               | Bel RTL Public Prize                                 | Nej                                           |
| 2014 | World Music Awards                                  | Best-Selling Benelux Artist                          | Nej                                           |
| 2014 | Victories de la Musique                             | Årets musikvideo                                     | Ja, med sangen (og musikvideoen) "Formidable" |
| 2015 | Victories de la Musique                             | Årets koncert                                        | Nej                                           |
| ---- | --------------------------------------------------- | ---------------------------------------------------- | --------------------------------------------- |

## Diskografi

### Album
- 2010: Cheese
- 2013: Racine carrée
- 2022: Multitude

### EP (Extended Play)
- 2007: Juste un cerveau, un flow, un fond et un mic...

### Singler
- 2005: "Faut qu’t’arrêtes le rap..."
- 2009: "Up saw liz"
- 2009: "Alors on danse"
- 2010: "Bienvenue chez moi"
- 2010: "Te quiero"
- 2010: "House’llelujah"
- 2010: "Rail de musique"
- 2010: "Peace or Violence"
- 2010: "Silence"
- 2010: "Je cours"
- 2013: "Papaoutai"
- 2013: "Formidable"
- 2013: "Tous les mêmes"
- 2014: "Ta fête"
- 2014: "Ave Cesaria"
- 2014: "Meltdown" (feat. Lorde, Pusha T, Q-Tip & Haim)
- 2015: "Carmen"
- 2015: "Quand c'est?"
- 2017: "Repetto X Mosaert"
- 2018: "Défiler"
- 2021: "Santé"
- 2022: "L'enfer"

### Alle sange
| 1.            | "C'est Stromae" (fra 2007)          | 3:45  |
| 2.            | "Ouais s'suis yo'" (fra 2007)       | 4:08  |
| 3.            | "Le rap c'est simple" (fra 2007)    | 3:56  |
| 4.            | "J'ai pas ce qu'il faut" (fra 2007) | 3:39  |
| Total længde: | Total længde:                       | 15:30 |

| 1.            | "Bienvenue chez moi" (fra 2010) |               | 2:55  |
| 2.            | "Te Quiero" (fra 2010)          |               | 3:23  |
| 3.            | "Peace or Violence" (fra 2010)  |               | 3:08  |
| 4.            | "Rail de musique" (fra 2010)    |               | 4:08  |
| 5.            | "Alors on danse" (fra 2010)     |               | 3:26  |
| 6.            | "Summertime" (fra 2010)         |               | 3:04  |
| 7.            | "Dodo" (fra 2010)               |               | 3:58  |
| 8.            | "Silence" (fra 2010)            |               | 4:40  |
| 9.            | "Je Cours" (fra 2010)           |               | 3:15  |
| 10.           | "House'llelujah" (fra 2010)     |               | 3:59  |
| 11.           | "Cheese" (fra 2010)             |               | 3:02  |
| Total længde: | Total længde:                   | Total længde: | 41:51 |

| 1.            | "Ta fête" (fra 2014)        | 2:56  |
| 2.            | "Papaoutai" (fra 2013)      | 3:52  |
| 3.            | "Bâtard" (fra 2013)         | 3:28  |
| 4.            | "Ave Cesaria" (fra 2014)    | 4:09  |
| 5.            | "Tous les mêmes" (fra 2013) | 3:33  |
| 6.            | "Formidable" (fra 2013)     | 3:33  |
| 7.            | "Moules frites" (fra 2013)  | 2:38  |
| 8.            | "Carmen" (fra 2015)         | 3:09  |
| 9.            | "Humain à l'eau" (fra 2013) | 3:59  |
| 10.           | "Quand c'est?" (fra 2015)   | 3:00  |
| 11.           | "Sommeil" (fra 2013)        | 3:38  |
| 12.           | "Merci" (fra 2013)          | 3:54  |
| 13.           | "AVF" (fra 2013)            | 3:44  |
| Total længde: | Total længde:               | 46:04 |